# Sylvia Garcia
Sylvia Rodriguez Garcia (San Diego, 6 settembre 1950) è una politica statunitense, membro della Camera dei Rappresentanti per lo stato del Texas dal 2019.

## Biografia
Nata nella contea di Jim Wells, ottava di dieci figli, Sylvia Garcia studiò presso un'università femminile e lavorò come assistente sociale, per poi laurearsi in giurisprudenza. All'inizio degli anni ottanta, l'allora sindaco di Houston Kathy Whitmire la nominò chief justice del Sistema Municipale della città, rendendola di fatto la prima persona ispanica a rivestire la carica. Politicamente attiva con il Partito Democratico, nel 1992 si candidò alla Camera dei Rappresentanti, ma si classificò terza nelle primarie, non riuscendo ad accedere al ballottaggio, che venne poi vinto da Gene Green. Nel 1998 la Garcia divenne City Controller e successivamente fu eletta commissario della contea di Harris, carica che mantenne fino al 2010.
Nel 2013 vinse un seggio all'interno del Senato del Texas, la camera alta della legislatura statale, restando in carica per i successivi sei anni.
Nel 2018, quando Gene Green annunciò di voler lasciare il seggio alla Camera, la Garcia si candidò nuovamente per il posto e in questa occasione risultò vincitrice, divenendo la prima donna latinoamericana eletta deputata al Congresso per lo stato del Texas, insieme alla collega Veronica Escobar.
A livello ideologico, la Garcia si configura come democratica progressista.